# Цекинівка
Цеки́нівка — село в Україні, у Ямпільській міській громаді Могилів-Подільського району Вінницької області. Населення становить 1970 осіб.
Відстань до центру громади становить близько 21 км і проходить автошляхом місцевого значення та Т 0215.
У селі розташований міждержавний поромний перехід із Молдовою Цекинівка—Сороки.

## Історія
7 (20) листопада 1917 року, відповідно до Третього Універсалу Української Центральної Ради, увійшло до складу Української Народної Республіки.
У селі діє релігійна громада парафії «Святої великомучениці Параскеви П'ятниці», яка у лютому 2019 року перейшла до новоутвореної Православної церкви України.
12 червня 2020 року, відповідно до Розпорядження Кабінету Міністрів України № 707-р «Про визначення адміністративних центрів та затвердження територій територіальних громад Вінницької області», увійшло до складу Ямпільської міської громади.
19 липня 2020 року, в результаті адміністративно-територіальної реформи та ліквідації Ямпільського району, село увійшло до складу новоутвореного Могилів-Подільського району.

## Видатні уродженці
- Булат Володимир Андрійович — Герой Радянського Союзу.

## Населення
Згідно з переписом УРСР 1989 року чисельність наявного населення села становила 1837 осіб, з яких 809 чоловіків та 1028 жінок.
За переписом населення України 2001 року в селі мешкало 1970 осіб.

### Мова
Розподіл населення за рідною мовою за даними перепису 2001 року:
| Мова       | Відсоток |
| ---------- | -------- |
| українська | 90,10 %  |
| російська  | 5,63 %   |
| молдовська | 4,06 %   |
| білоруська | 0,15 %   |
| болгарська | 0,05 %   |